# The SpongeBob Movie: Sponge on the Run
The SpongeBob Movie: Sponge on the Run (Nederlandse titel: SpongeBob: Schiet te Hulp) is een Amerikaanse live-action/computeranimatiefilm uit 2020 geregisseerd door Tim Hill en gebaseerd op de gelijknamige tekenfilmserie SpongeBob SquarePants van Stephen Hillenburg. Dit is ook de opvolger van de vorige SpongeBobfilms The SpongeBob SquarePants Movie uit 2004 en The SpongeBob Movie: Sponge Out of Water uit 2015. Het is de eerste film in de franchise die volledig geanimeerd is in gestileerde CGI in plaats van traditionele animatie.
De Nederlandse versie werd nagesynchroniseerd door Wim-Pel Productions, de regie werd gedaan door Huub Dikstaal, de vertaling door Joop van den Beucken, de mixage door René Schardt, de geluidstechniek door Kees Laban, de techniek door Denny de Wit en de productie door Jan-Peter Ijkelenstam.
De Vlaamse versie werd nagesynchroniseerd door SDI Media Belgium, de stemregie werd gedaan door Frank Hoelen, de vertaling door Marc Heyndrickx en de productie door Bram Dams.

## Verhaal
SpongeBob en Patrick beginnen aan een reddingsmissie om SpongeBob's huisdierenslak Gerrit (Engels: Gary) te redden, die door koning Poseidon is ontvoerd, terwijl hij naar de verloren stad Atlantic City reist. De film onthult ook de oorsprong van de ontmoeting tussen SpongeBob en Gerrit voor het eerst als kinderen.

## Stemverdeling
| Personage                                     | Engelse (originele) stem | Nederlandse stem   | Vlaamse stem     |
| --------------------------------------------- | ------------------------ | ------------------ | ---------------- |
| SpongeBob SquarePants                         | Tom Kenny                | Lex Passchier      | Govert Deploige  |
| Patrick Ster                                  | Bill Fagerbakke          | Huub Dikstaal      | Henk Rijckaert   |
| Octo Tentakel                                 | Rodger Bumpass           | Jan Nonhof         | Peter Van Gucht  |
| Meneer Krabs                                  | Clancy Brown             | Sander de Heer     | Jakob Beks       |
| Sandy Wang                                    | Carolyn Lawrence         | Lottie Hellingman  | Mieke Laureys    |
| Plankton                                      | Mr. Lawrence             | Finn Poncin        | Dirk Bosschaert  |
| Karen                                         | Jill Talley              | Nathalie Haneveld  | Daisy Thys       |
| Mevrouw Puff                                  | Mary Jo Catlett          | Lucie de Lange     |                  |
| Poseidon                                      | Matt Berry               | Louis van Beek     | Alex Agnew       |
| Otto                                          | Awkwafina                | Thijs van Aken     | Gerdy Swennen    |
| Sardienke van Dijk/Ceremoniemeester (Tiffany) | Tiffany Haddish          | Nienke van Dijk    | Élodie Ouédraogo |
| Kanselier                                     | Reggie Watts             | Roué Verveer       | Ivan Pecnik      |
| Jonge SpongeBob SquarePants                   | Antonio Raul Corbo       | Teun Batenburg     | Cezar Ameye      |
| Jonge Patrick Ster                            | Jack Gore                | Sil van der Zwan   | Warre de Mulder  |
| Jonge Octo Tentakel                           | Jason Maybaum            | Charlie Annaars    | Reinout Bloemen  |
| Jonge Sandy                                   | Charlotte Grace Prinze   | Floor Ligthart     | Linde Degeest    |
| De verteller                                  | Tim Hill                 | Thom Hoffman       | Wim Helsen       |
| De Franse verteller                           | Tom Kenny                |                    |                  |
| Wiebe-Pierkins                                | Dee Bradley Baker        | Wiebe-Pier Cnossen |                  |

### Acteurs in de film
| Personage          | Acteur       | Nederlandse stem                     | Vlaamse stem   |
| ------------------ | ------------ | ------------------------------------ | -------------- |
| De wijze tak/Salie | Keanu Reeves | Rutger Le Poole                      | Steve Geerts   |
| El Diablo          | Danny Trejo  | Martin van der Starre                | Dries Vanhegen |
| De gokker          | Snoop Dogg   | Juliann Ubbergen (alleen spreekstem) |                |

### Overige Nederlandse stemmen
Hein van Beem, Wiebe-Pier Cnossen, Nathalie van Haneveld, Edna Kalb, Fred Meijer, Ronald Vledder, Torben van Berkel, Nienke van Dijk, Thom Hoffman, Rolf Koster, Juliann Ubbergen, Hymke de Vries, Alexander de Bruijn, Ewout Eggink, Marcel Jonker, Lucie de Lange, Wout Verstappen

### Overige Vlaamse stemmen
Pieter-Jan De Paepe, Dimitri Verhoeven, Cathy Petit, Thomas Cordie, Frank Hoelen

## Productie
In februari 2015 na het succes van The SpongeBob Movie: Sponge Out of Water  werd voor het eerst besproken over een mogelijkheid van een derde film. In april 2018 werd de officiële titel van de film onthuld als The SpongeBob Movie: It's a Wonderful Sponge, en SpongeBob-mede-ontwikkelaar Tim Hill werd aangekondigd als regisseur en schrijver voor de film. Later in het jaar werd gemeld dat de film zou worden geschreven door Aibel en Berger.
Op 12 november 2019 werd onthuld dat de titel van de film was veranderd van It's a Wonderful Sponge naar Sponge on the Run, samen met de casting van Keanu Reeves. Net als zijn voorgangers zal de film live-actiescènes bevatten, met Larry Fong als cameraman van de film. In oktober 2018 werd Hans Zimmer aangekondigd als de componist van de film.

## Release
The SpongeBob Movie: Sponge on the Run zou oorspronkelijk begin 2019 in de bioscoop worden uitgebracht door Paramount Pictures. Het werd vervolgens meerdere malen uitgesteld, eerst naar juli 2019 en later naar mei 2020, als gevolg van de COVID-19-pandemie vervolgens naar augustus 2020. Op 30 juli 2020 kondigde Paramount Pictures aan dat de film op 14 augustus 2020 in Canadese theaters zou worden uitgebracht.
In juni 2020 werd aangekondigd dat de bioscooprelease van de film in de Verenigde Staten was geannuleerd en in plaats daarvan zou worden uitgebracht via video on demand en CBS All Access begin 2021. In juli 2020 verwierf Netflix internationale distributierechten voor de film, met uitzondering van de Verenigde Staten, Canada en China.  Tussen de Netflix- en CBS All Access-deals heeft Paramount de volledige productiekosten van de film terugverdiend.